# سانتوس لاغونا
سانتوس لاغونا هو نادي مكسيكي محترف لكرة القدم. يُمثّل النادي منطقة كوماركا لاغونيرا التي تقعُ شمال المكسيك والتي تتكوّن من بلديّات توريون وغوميز بالاسيو وليردو وتمتدُّ حتى دورانجو وكواهويلا. ينشطُ نادي سانتوس لاغونا في الدوري المكسيكي الممتاز.
تأسَّس النادي عام 1983 ووصل إلى الدرجة الأولى في المكسيك بعد شرائه لنادي أنجيلس دي بويبلا. ظهر النادي لأول مرة في الدرجة الأولى بالمكسيك في بطولة 1988-89، وفاز بستِّ بطولات من حينها: البداية كانت عام 1996 ثمّ تُوِّجَ بلقب الدوري عام 2001 وعام 2008 وكذا عام 2012 فيما حصد تتويجه الرابع في البطولة عام 2012 والخامس عام 2015 أما السادس فجاء في العام 2018، كما فاز النادي بكأس المكسيك عام 2014.
سانتوس لاغونا هو ثالث نادٍ لكرة القدم يُشكَّل أو يُؤسَّسُ في منطقة لاغونا بعد فشل نادي لاغونا لكرة القدم ونادي توريون لكرة القدم. احتفل النادي عام 2018 بعيدِ ميلاده الخامس والثلاثين مع تغيير شعاره. في استطلاعِ رأي أجرتهُ مجلّة كونسيلتا ميتوفسكي (بالإنجليزية: Consulta Mitofsky)‏ في السابع عشر من شباط/فبراير 2013، حلَّ نادي سانتوس لاغونا في المركز الخامس ضمنَ أكثر الفرق شعبية في المكسيك.

## التاريخ

### التكوين والسنوات الأولى
تأسَّسَ نادي سانتوس لاغونا بمسمّاه القديم نادي سانتو للضمان الاجتماعي عام 1983 من قِبل المعهد المكسيكي للضمان الاجتماعي في ولاية دورانغو. رعى هذا الأخير منذُ أواخر السبعينيات بطولة وطنية لكرة القدم شاركت فيها فرقٌ من جميع أنحاء البلاد. دُعي خوسيه دياز كودر رئيس الخدمات الاجتماعية في مدينة جوميز بالاسيو للمشاركةِ في البطولة على الرغم من حقيقة أنه لم يكن لديه فريق، فناشد اللاعبين الذين كان يعرفهم لتشكيل فريقٍ عُرف حينها باسمِ أوسترياس إف سي. على جانبٍ آخر، اشترى المعهد المكسيكي للضمان الاجتماعي نادي توبيروس دي فيراكروز عام 1987 الذي كان ينشطُ في دوري الدرجة الثالثة حينها وهو النادي الذي أصبحَ فيما بعدُ سانتوس لاغونا والذي لعب أول مباراةٍ في تاريخه – بعد هيكلته الجديدة – في الرابع من أيلول/سبتمبر 1988 أمام نادي لوس جيريروس محقّقًا فوزًا سهلًا عليه بهدفين نظيفين.
عندما باعَ المعهد المكسيكي للضمان الاجتماعي الأندية الرياضية المحترفة التي كان يملكها، اشترَى سالفدور نيكوتشيا ساجي نادي سانتوس لاغونا الذي لعب أول موسمٍ له – تحت الملكيّة الجديدة – في الدرجة الثانيّة (المجموعة أ) ناجحًا في تجنّب الهبوط حينما انتصر في ثلاث مبارياتٍ وتعادل في اثنين بينما خسر واحدة وذلك بفضلِ كوكبةٍ من النجوم التي كانت تلعبُ مع الفريق حينها وعلى رأسهم ويليام جاليندو وكارلوس غونزاليس وجوليو سيزار أرمينداريز وتوماس مورينو وفرناندو دي لا روزا. حلَّ النادي المكسيكي في العام الموالي في المركز العاشر في جدول ترتيب الدوري بعد بداية سيئة، وعلى الرغمِ من ذلك فقد نمت قاعدة المعجبين بالفريق الذي بدأت تتحسّن ظروفه الماليّة فاشترى ملعب كورونا (بالإسبانية: Estadio Corona)‏ بالكامل ليخوض مبارياته وتدريباته عليه. خضع النادي لتغييراتٍ جمّةٍ في العام التالي، حيث غُيّر شعار النادي حينها بالشعار الحالي كما أصبحَ يلعبُ بقميصٍ مخطَّطٍ بالأخضر والأبيض.

### الصعود للقسم الأول

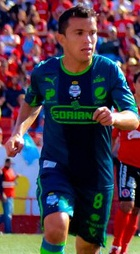
خوان بابلو رودريغيز أحد أبرز لاعبي النادي على مرِّ تاريخه.

اشترى سانتوس لاجونا عام 1988 عددًا من اللاعبين بمن فيهم كريستيان سافيدرا وويلسون جرانيولاتي ومارتن زونيغا وميغيل هيريرا وهو ما مكّن النادي من تسجيلِ ثلاثة انتصارات وأربعة تعادلات وخسارة واحدة. يُعتبر لوكاس أوتشوا أول لاعبٍ يُسجّل للنادي هدفًا في الدرجة الأولى، فيما يعود الفضل لكارلوس أورتيز وميغيل هيريرا في تجنيبِ الفريق الهبوط حينما انتصروا بثلاثة أهداف مقابل واحدٍ على نادي أتلتيكو في بوتوسينو. أصبحت شركة جروب موديلو عام 1991 صاحبة الأغلبية في ملكيّة النادي، أمّا اللاعب رامون راميريز الذي كانت تُعقد عليهِ الآمال كثيرًا فظهر لأول مرةٍ مع الفريق في دوري الدرجة الأولى حينما سجَّل هدفًا ضد نادي ديبورتيفو جوادالاخارا. لقي رئيس النادي أرماندو نافارو جاسكون وزوجته في أواخر عام 1992 مصرعهما في حادث سيارة، فوصل ألبرتو كانيدو لرئاسة النادي الذي عيَّنَ المدرب التشيلي بيدرو غارسيا على رأسِ الفريق عام 1993. استثمرت جروب موديلو في النادي أكثر فأكثر فعقدت صفقاتٍ قويّةٍ مع لاعبين جُدد بمن فيهم دانيال غوزمان وهكتر أدومايتيس وريتشارد زامبرانو الذين انضموا إلى لاعبين قادمين من فرق تنشطُ في الدرجة الثانية مثل خوسي غوادالوبي روبيو وبيدرو مينوز. شهد موسم 1993–94 تأهل الفريق لأول مرةٍ إلى تصفيات في دوري الدرجة الأولى وتمكن من الوصول إلى النهائي بالتزامن مع الذكرى السنوية العاشرة لتأسيسه وذلك على الرغم من خسارته في الوقت الإضافي في مباراة الإياب ضد نادي ديبورتيفو إستوديانتيس تيكوس تحت قيادة المدرب فيكتور مانويل فوسيتش.
غادر اللاعب الرئيسي رامون راميريز عام 1994 نادي سانتوس لاغونا إلى غوادالاخارا، لكنّ سانتوس نجح في التأهل إلى التصفيات للمرة الثانية، وهو ما مكّنه من المشاركة في كأس أبطال الكونكاكاف عام 1995 فخرج من الدور الأول على يد ديبورتيفو السلفادور. تعاقد الناد المكسيكي مع اللاعب الأرجنتيني ماورو كامورانيزي الذي خاض معهُ 13 مباراة أحرز خلالها هدفًا واحدًا قبل أن يعود إلى الأوروغواي، فيما ظلَّ كلٌ من غابرييل كاباليرو وفرانسيسكو جابرييل دي أندا وميغيل إسبانا مع الفريق لموسمٍ أو مواسم إضافيّة. نجحَ الفريق عام 1996 في التتويج بأول لقبٍ له في الدوري وذلك بفضلِ كوكبةٍ من اللاعبين وعلى رأسهم اللاعب الجديد جاريد بورجيتي الذي قدَّم موسمًا جيدًا مع الفريق المكسيكي. دخل بعدها الأخير في دوامةٍ من النتائج السلبيّة فحقَّق ظهورًا سيئًا للغاية في بطولة الدوري عام 1997 حيثُ خسر أمام نادي ديبورتيفو جوادالاخارا بخماسيّة نظيفة وفاز في ثلاث مبارياتٍ فقط من أصل 17 ليحتلَّ بذلك المركز الأخير مناصفةً مع فرقٍ أخرى. انتفض النادي عام 1998 حينمَا وصل النادي إلى إحدى المباراتينِ النهائيتينِ المؤهلة لبطولة كوبا ليبرتادوريس والتي أُقيمت في التاسع من أيلول/سبتمبر في لوس أنجلوس.

### 2000

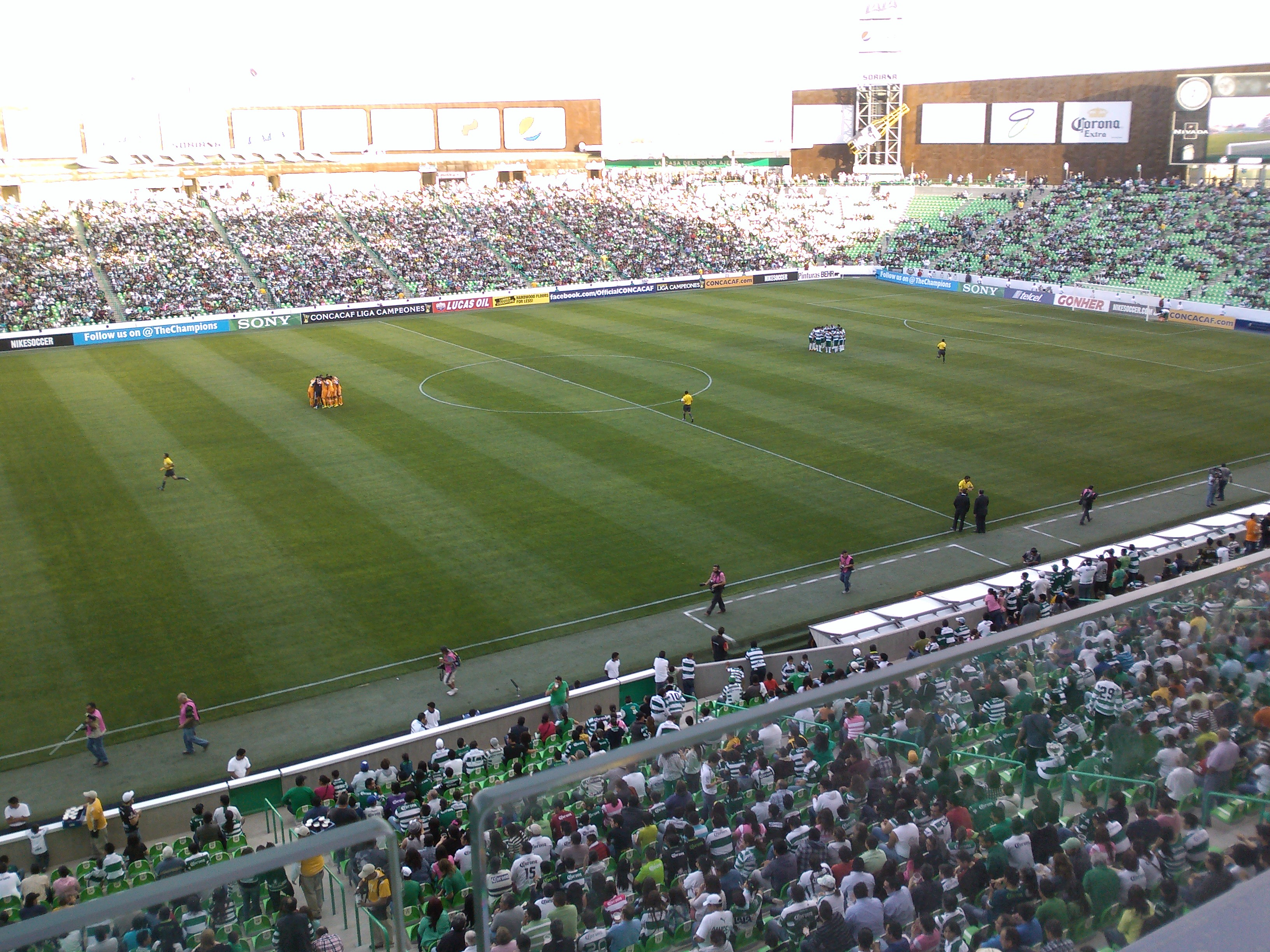
مباراةٌ بين سانتوس لاغونا وهيوستن دينامو حينما تقابل الفريقانِ في ربع نهائي دوري أبطال الكونكاكاف موسم 2012–2013.

عزَّزَ سانتوس لاغونا صيف عام 2000 صفوفه باستقدامِ لاعبين جدد على رأسهم رودريجو رويز ولويس روميرو. شكّلت الصفقات الجديدة التي عقدها الفريق المكسيكي نقطة قوّة فتمكّن خلال الموسم من تحقيقِ نتائج طيّبة حيثُ خسر مبارتينِ فقط محتلًّا بذلك المركز الثاني في جدول الترتيب العام خلف نادي تولوكا. واصلَ سانتوس تقديم أداء جيّدٍ فنجحَ في العام 2001 في حسمِ لقب البطولة لصالحه بعدما كان قد حلَّا وصيفًا في الموسم الماضي، لكنّ الفريق دخل في أزمة ثقة بعدها حيثُ خسر في ثماني مبارياتٍ ففشلَ في التأهل للمباريات الفاصلة محتلًّا المركز الثامن في الترتيب العام. عاد سانتوس لاغونا لمستواه المعتاد وعلى الرغمِ من نجاح الفريق في صيف 2002 في احتلال المركز الرابع في الترتيب العام إلّا أنه خرجَ في الدور نصف النهائي من الدوري على يدِ نادي نيكاكسا في ملعب كورونا بهدفٍ نظيف. تأهل سانتوس لاجونا بعدها إلى كأس أبطال الكونكاكاف للمرة الثانية على التوالي، فهزم في الدور الأول نادي إف سي تورو البنمي بمجموع 5 – 3 بين مبارتي الذهاب والإياب، لكنّه واجه في الجولة المواليّة على أرضه بطل الولايات المتحدة كانساس سيتي ويزاردز فخسر أمامه بثلاثة أهداف مقابل اثنين. استقالَ في نهاية تلك البطولة فرناندو كويرارتي وطاقمه التدريبي، فعُيّن سيرجيو بوينو مكانه والذي سُرعان ما أُقيل هو الآخر بسبب سوء النتائج ليتولَّى لويس فرناندو تينا شارة التدريب. احتلَّ سانتوس لاغونا المركز الثامن في جدول الترتيب العام للموسم الجديد حيثُ انتصر في المباراة النهائيّة على حامل اللقب جلوبال أمريكا بخمسة أهداف مقابل أربعة في ملعب أزتيكا. تأهل النادي المكسيكي بذلك لمرحلة المجموعات من كأس ميركونورتي حيث هزمَ كانساس سيتي ويزاردز وبرشلونة جواياكيل ذهابًا وإيابًا وسبورتينج كريستال في الذهاب لكنّه خسر أمامه في مباراة الإيّاب بهدفينِ مقابل واحد.
دخل سانتوس لاغونا الموسم الجديد من البطولة – الذي تزامنت بدايتهُ مع الذكرى السنوية العشرين لتأسيس النادي – وعينهُ على مواصلة سلسلة نتائجه الإيجابيّة خاصّة بعدما انتدبَ الأرجنتيَيْنِ فيسينتي ماتياس فيوسو وسيكستو بيرالتا الذين لعبا لمانشستر سيتي وإنتر ميلان في وقتٍ ما. نجح الفريق المكسيكي بعد موسمٍ صعبٍ في التأهل للأدوار الفاصلة لكنه غادر البطولة في ربع النهائي وهو ما خلَّف استياءً كبيرًا لدى الجمهور ليرفض النادي تجديد عقد مدربه لويس فرناندو تينا واسُتبدلَ بإدواردو دي لا توري. بدأ المحاربون موسمهم الجديد عام 2004 بشكل جيد، حيث تأهلوا إلى كوبا ليبرتادوريس بفوزهم على أطلس جوادالاخارا بأربعة أهداف مقابل ثلاثة لكنهم دخلوا في عددٍ من المشاكل المالية والإداريّة التي أثرت على الفريق بشكلٍ كبيرٍ فانتهى إلى احتلالِ المركز الرابع عشر في البطولة. أكمل سانتوس لاغونا مشاركتهُ في كوبا ليبرتادوريس على الرغمِ من عدم دفع أجور عددٍ من اللاعبين ونجحَ الليكرز في إنهاء مرحلة المجموعات من دون هزيمة، لكنّه أُقصي في الجولة الثانية على يدِ نادي ريفر بلايت. زادت مشاكل النادي الماليّة عام 2004 حينما تُخلّي عنه من قِبل وزارة المالية المكسيكية التي سحبت الدعم المالي معيدةً إيّاه إلى جروب موديلو – المالك السابق للنادي – مع تعليماتٍ بعدم استثمار المزيد من الأموال حتى يقوم المالك الحالي كارلوس كورتز بحل مشاكله القانونية. أُعيدت هيكلة النادي في ظلِّ الوضعية الصعبة التي يمرّ منها والتي تسبب في مغادرة عددٍ من اللاعبين وهو ما أثَّر على مردودِ الفريق الذي لم يتأهل هذه المرة للمباريات الفاصلة. عاد النادي بقوّة عام 2005 بعد تسوية عددٍ من مشاكله المادية والقانونية وعلى الرغمِ من عدم فوزه باللقب إلّا أنه قدم مردودًا طيبًا تُوّج في نهاية الموسم بتحقيق لاعبه رودريجو رويز رقمًا قياسيًا مكسيكيًا جديدًا من حيثُ عدد التمريرات الحاسمة حيثُ صنع 12 هدفًا محقّقًا. عانى الفريق في ذلك الموسم من الإصابات الكثيرة التي لحقت عددًا من نجومه واستمرت الأمور على ما هي عليه في موسم 2006 الذي كان كارثيًا على النادي.
اعتُبر موسم 2007 أحد أفضل مواسم سانتوس لاغونا مع وصول الجناح الإكوادوري كريستيان بينيتيز لقيادة هجوم الفريق. خسر سانتوس مباراة واحدة فقط طوال الموسم ومع ذلك فقد فشل في التتويجِ بلقب الدوري إلى أن عاد في موسم 2008 بقوّة حيثُ نجحَ في تسجيلِ 36 هدفًا في حصيلة تهديفيّة مميّزة خاتمًا الموسم بلقبه الثالث في هذه البطولة. كان من المتوقع أن يكون النادي الأخضر والأبيض أحد أبرز المنافسين على لقب موسم 2009، لكن – وعلى عكس المتوقع – فقد قدم النادي أداءً كارثيًا انتهى بإقالةِ المدرب دانيال غوزمان وتعيين بسيرجيو بوينو خليفةً له. تحسَّنت حظوظ النادي نوعًا ما لكنه ظلَّ بعيدًا عن فرق المقدمة بسبب البداية السيّئة جدًا. حاول الفريق التعويض في باقي البطولات المشارك فيها، فوصلَ ربع نهائي دوري أبطال الكونكاكاف حيثُ أوقعته القرعة في مواجهة سهلة على الورق ضدّ مونتريال إمباكت في ملعب مونتريال الأولمبي أمام حشدٍ من الجمهور بلغَ 55,571 متفرجًا. كانت كل الحظوظ تُشير للنادي المسيكي لكن خصمه قلب كلّ التوقعات حينما فاز عليه بهدفين نظيفينِ وهو ما عقَّد من مسؤولية المحاربين الذين حاولوا التعويض في الموسم الموالي (موسم 2009) لكنهم فشلوا من جديد فأُقيل بوينو من على رأس الإدارة الفنية للفريق ليحلَّ محله المدرب روبين عمر رومانو.

### 2010
فشلَ نادي سانتوس لاغونا عام 2010 في تحقيق لقب الدوري حينما أُقصي في مراحل متقدمة أمام نادي تولوكا بأربعة أهداف مقابل ثلاثة. عاد كريستيان بينيتيز للنادي وساهم في صعوده إلى قمة جدول الترتيب بعدما سجَّل 14 هدفًا لكنّ هذه الإحصائيات لم تُسعف الفريق في الذهابِ بعيدًا في البطولات المشاركِ فيها وذك بعد الخسارة أمام مونتيري بثلاثيّة نظيفة. طُرد المدرب روبين عمر رومانو – الذي لم يكن يحظى بشعبيةٍ وسطَ معجبي الفريق المكسيكي – في العشرين من شباط/فبراير 2011 ثمّ عُيّن بعد يومين دييجو كوكا الذي خسر أول مباراةٍ له مع الفريق بهدفينِ نظيفينِ أمام نادي كروز أزول. واصلَ كوكا انطلاقتهُ السيّئة جدًا فخسر مبارياته الست الأولى مع الفريق إلى أن انتفض في الجولة الثانيّة عشر حينما سحقَ كروز أزول – الذي خسر معه من قبل – بثلاثيّة نظيفة لكنه لم يتأهل للمباريات الفاصلة. واصلَ كوكا قيادة الفريق في الموسمِ الكرويّ الجديدِ 2011–12 وذلك بعدما حصل على دعمٍ من مجلس الإدارة واللاعبين قبل أن يُقال في الثالث من أيلول/سبتمبر من نفس العام بسبب سوء النتائج ليُعيَّن إدواردو ريجيس مدربًا مؤقتًا للفريق الذي أعلنَ في الثاني من أيلول/سبتمبر تعيين بينجامين غاليندو مدربًا جديدًا مع مساعده هيكتور لوبيز. فاز سانتوس لاغونا تحت قيادة غاليندو بخمس مبارياتٍ متتاليةٍ ووصل إلى المركز الرابع.
شارك نادي سانتوس لاغونا في دوري أبطال الكونكاكاف 2011–12 بقوّة حيثُ هزم سياتل ساوندرز في ربع النهائي ثمَ أقصى تورنتو إف سي في الدور نصف النهائي، لكنّه خسر المباراة النهائية أمام رايادوس مونتيري. واصلَ سانتوس لاغوناد مع مدربه الجديد الأداء المثالي فنجحَ للمرة الثانيّة في تاريخ الفريقِ في احتلال صدارة جدول الترتيب وهو ما أهله للأدوار الإقصائيّة التي بدأها في ربع النهائي حينما تخطّى خصمه بسهولةٍ نوعًا ما بعد الفوز بستّة أهدافٍ مقابل أربعة في مجموع المباراتين، ثم واجهَ في نصف النهائي نادي يو آي إن إل تايجرز حيثُ انتهت مباراة الذهاب التي أُقيمت على ملعب الجامعة بالتعادل الإيجابيّ هدفٌ في كلّ شبكة قبل أن يتفوق سانتوس لاغونا في مباراة الإيّاب ليضمن بطاقة العبور إلى النهائي الذي خاضه أمام نادي مونتيري فانتهت مباراة الذهاب بالتعادلِ الإيجابي هدفٌ في كلّ شبكة، قبل أن يفوز سانتوس إيابًا بهدفينِ مقابل واحد من توقيعِ دانييل لودوينا وأوريبي بيرالتا ليحقق النادي لقبه الرابع في البطولة. حاول النادي المكسيكي الدفاع عن لقبه في الموسم الكرويّ الموالي 2012–13 مع انتدابِ أسماء جديدة على غِرار إدجار جيراردو ولاعبي دفاع صاعدين بمن فيهم موناركاس موريَّا وأوسوالدو ألانيس. مع كلّ التعاقدات والصفقات، فشلَ سانتوس لاغونا في التأهل إلى الأدوار الإقصائيّة فاقدًا بذلك لقبه. أقال مدرب الفريق بنجامين غاليندو مع نهاية الموسم مساعدَيْه قبل أن يُطرد هو نفسه.
تعاقد النادي عام 2013 مع المدرب البرتغالي بيدرو كايشينيا بناءً على توصية من مدرب ريال مدريد السابق جوزيه مورينيو، كما عقد فريق المحاربين صفقة تبادليّة حينما أرسل لاعبَيْه دانييل لودوينا وكريستيان سواريز لنادي باتشوكا مقابل استقطابِ ماورو سيخاس ونستور كالديرون والكولومبي الواعد أندريس رينتيريا. نجحَ سانتوس لاغونا في احتلالِ المركز السادس في جدول ترتيب الدوري، وهو ما مكّنه من المشاركة في الأدوار الإقصائيّة حيثُ هزمَ نادي أطلس بـ 3 – 1 في مجموع المباراتين في ربع النهائي لكنّه خسر نصف النهائي أمام كروز أزول (0 – 3 ذهابًا و2 – 1 إيابًا) ليفشل في التتويجِ بلقبه الخامس. على المستوى القاري، وصلَ الفريق المكسيكي في دوري أبطال الكونكاكاف 2012–13 مرة أخرى إلى النهائي ضد نادي فوتبول مونتيري، وبعدما انتهت مباراة الذهاب بالتعادل السلبي سحمَ مونتيري مباراة الإيّاب بأربعة أهداف مقابل اثنين خاطفًا اللقب من جديدٍ من يدِ لاغونا. عاد الأخير للدوري المحلّي في موسمهِ الجديد 2013–14 وعينهُ على تعويض الخروج المذل من نصف النهائي الموسم الماضي. باع سانتوس لاغونا لاعبه إيفان إسترادا إلى باتشوكا وأعار هيركوليز جوميز وجيراردو لوجو وآرون جاليندو في خطواتٍ لتحسين الوضعيّة المالية للفريق. استحوذت شركة آي بي إن بيف البلجيكية البرازيلية على جروبو موديلو في حزيران/يونيو من نفس العام ثمَ أُعلن في الثامن من آب/أغسطس عن بيعِ الفريق لشركة أورليجي سبورتس بقيادة أليخاندرو إراراجوري ورجال أعمال مكسيكيين آخرين، حيثُ توعَّد الملاك الجدد بمواصلة دعم ورعاية النادي.
بعد هزيمة أتلانتي إف سي (1 – 3) في النصف الأخير من الدوري، ضمنَ سانتوس لاغونا موقعًا له في كوبا ليبرتادوريس 2014 وذلك للمرة الثانية في تاريخه. أنهى النادي المكسيكي دور المجموعات من دون هزيمة في صدارة المجموعة الثامنة التي تضمَّنت بطل كأس الأرجنتين أرسنال دي ساراندي وبطل الدوري الأوروغواياني بينارول ووصيف الدوري الفنزويلي ديبورتيفو أنزواتيجوي. تأهل سانتوس لاغونا لدور الستّة عشر حيثُ واجه فريق لانوس الأرجنتيني فخسر معه ذهابًا بهدفينِ مقابل واحدٍ سجّله داروين كوينتيرو، ثم هُزم في مباراة الإيّاب بهدفين نظيفينِ وقّعهما إسماعيل بلانكو وباولو جولتز ليُغادر البطولة من دورٍ مبكّر. بعد المواجهتينِ مع الفريق الأرجنتيني وما تبع ذلك من إقصاء، تعاقدَ سانتوس لاغونا مع عددٍ من لاعبي لانوس بما في ذلك المدافع كارلوس إيزكيردوز ولاعب الوسط دييجو جونزاليس وحارس المرمى أغوستين مارشيسين. بعد ضمِّ الفريق لعددٍ من اللاعبين الجدد، نجحَ سانتوس لاغونا في الوصول للمبارياتِ الإقصائيّة عقبَ ستِّ انتصاراتٍ متتاليّة. واجه سانتوس في ربع النهائي تايجرز أونال ففاز عليه بهدفينِ مقابل واحد في مجموع المباراتين ليصلَ إلى الدور نصف النهائي الذي واجهَ فيه نادي شيفاس ديل جوادالاخارا أحد أبرز المرشّحين لنيل البطولة لكنّ الأول تمكّن من حسمِ مسألة التأهل حينما فاز على الأخير بثلاثيّة نظيفة في مجموع المباراتين. واجه سانتوس لاغونا في النهائي نادي جالوس بلانكوس كويريتارو – الذي وصلَ للمرة الأولى في تاريخه للنهائي – فسحق الأول خصمه في مباراة الذهاب التي أُقميت على ملعب تريتوريو سانتوس موديلو بخماسيّة نظيفة كان لخافيير أوروزكو نصيبُ الأسد منها بعدما وقّع على السوبر هاتريك. حاول جالوس بلانكوس كويريتارو تدارك الأمور في مباراة الإيّاب التي شهدها ملعب كوريجيدورا ومع أنه اكتسحَ شباك سانتوس بثلاثيّة نظيفة إلّا أن ذلك لم يكن كافيًا ليُتوَّج الأخيرة (3 – 5 في مجموعِ المبارتين) بالبطولة الخامسة في تاريخه.
حاول سانتوس الحفاظ على لقبه في الموسم الكرويّ الجديد 2017–18 تحت قيادة حارس المرمى السابق روبرت دانتي سيبولدي. جمعَ الفريق تسعة وعشرين نقطة محتلًا بذلك المركز الرابع بسبب فارق الأهداف عن نادي مونتيري. واجه سانتوس في التصفيات تايجرز أونال فخسر بهدفين نظيفينِ في ذهاب الدور ربع النهائي، لكنّه تدارك الأمر في مباراة الإياب حينما تغلّب على خصمه بهدفينِ نظيفينِ (ومن ثمّ ركلات الجزاء) مع أنه لعب معظم أطوار اللقاء بعشرة لاعبين بعد طردِ جوناثان رودريغيز منذ الدقيقة الثامنة والعشرين. تأهل فريقُ المحاربين لنصف النهائي فواجه نادي أمريكا ثّم أقصاهُ بـ 6 – 3 في مجموع المباراتين ضامنًا بطاقة عبورٍ للنهائي. نجحَ سانتوس في مباراة الذهاب (النهائي) التي استضافها ملعب كورونا في التفوق على متصدر الدوري تولوكا بهدفينِ مقابل واحد سجّلهما كلٌ من دجانيني تافاريس وجوليو فيرتش. حاول تولوكا العودة في مباراة الإيّاب على ملعبه لكنّه تفاجأ بهدفٍ مبكّرٍ وقّعه فيرتش في الدقيقة العاشرة لكن غابرييل هوشي لاعب تولوكا عادل النتيجة في الدقائق الأخيرة من المباراة التي انتهت بهدفٍ في كلّ شبكة (2 – 3 في مجموع المبارتين) ليُتوَّج سانتوس بلقب الدوري للمرة السادسة في تاريخه، وأنهى دجانيني تافاريس البطولة كأفضل هدافٍ حيث سجل أربعة عشر هدفًا وهي المرة الثامنة التي يُحقِّقُ فيها لاعبٌ من سانتوس لاجونا هذا الإنجاز. تأهل الفريق المكسيكي للمرة السادسة لدوري أبطال الكونكاكاف حيثُ شارك هذه المرة في نسخة 2019 فنجحَ في تخطّي دور المجموعات بسهولة، ثمّ واجه في دور الستّة عشر نادي ماراثون الهندوراسي فسحقهُ بـ 11 – 2 في مجموع المباراتين، ثمّ تغلَّبَ في دور الثمانيّة على نيويورك ريد بولز في مباراتي الذهاب (2 – 0) والإياب (4 – 2)، قبل أن يُغادر البطولة من نصف النهائي بعد الخسارة بـ 5 – 3 في مجموع المباراتين أمام تايجرز أونال فاشلًا من جديدٍ في الوصول للنهائي.

## تشكيلات بارزة
هذه قائمةٌ مختارةٌ بأبرز التشكيلات التي مثّلت نادي سانتوس لاغونا منذ تأسيسه.

### 1993
تفوّقَ سانتوس لاغونا في مباراة الذهاب على نادي تيكوس بهدفٍ نظيفٍ، لكنّه خسر مباراة الإيّاب بهدفينِ نظيفينِ في ملعب الثالث من مارس بالمكسيك مضيّعًا أول فرصة الفوز بأول لقبٍ في تاريخ النادي.
الفرقة
| - أدريان مارموليخو - رامون راميريز - هكتر أدومايتيس | - دييجو سيلفا - أنتونيو أبود - دانيال غوزمان | - ريتشارد زامبرانو - فيليب أميزكوا - خوسي ألكانتارا | - خيسوس جوميز - ريكاردو دي سوزا - بيدرو مينوز |

### 1996
فاز سانتوس لاغونا عام 1996 بلقبه الأول في الدوري وذلك بعدما فاز على نادي نيكاكسَا بـ 4 – 3 في مجموع المباراتين (0 – 1 ذهابًا و4 – 2 إيابًا). كان هدف فوز سانتوس بالبطولة مثيرًا للجدل، حيث زُعم أن جاريد بورجيتي كان في وضعيّة تسلل حينما أسكنَ الكرة في الشباك.
الفرقة
| - خوسي ميجيل - غابرييل دي آندا - بيدرو مينوز | - خوسي روبيو - ريكاردو دي سوزا - نيكولاس راميريز | - ميغيل إسبانا - بينجامين غاليندو - هيكتور أدومايتيس | - خاريد بورغيتي - غابرييل كابايرو - فرانسيسكو ديل ريو |

### 2001
فاز سانتوس لاغونا في شباط/فبراير 2001 بلقبه الثاني بنتيجة 4 – 3 في مجموع المباراتين (1 – 2 ذهابًا و3 – 1 إيابًا) ضد باتشوكا.
الفرقة
| - أدريان مارتينيز - هيكتور ألتاميرانو - هيكتور لوبيز - بيدرو مينوز | - ميجيل أنخيل كاريون - ماريانو تروخيو - كارلوس كارينو - لويس روميرو | - يوهان رودريغيز - رودريغو رويز - خواكين تشافيز - خاريد بورغيتي | - كارلوس جوميز - روبسون أوليفيرا - لويس سوتو - إجناسيو فاسكيز |

### 2008
أصبح سانتوس بطلاً للدوري عام 2008 بفوزه على نادي مونتيري في مونتيري بهدفٍ في الدقيقة الأخيرة في الدور نصف النهائي ثمّ تغلبهِ على كروز آزول بثلاثة أهداف مقابل اثنين.
الفرقة
| - أوزفالدو سانشيز - خورخي إيفان إسترادا - رافاييل فيغيروا - فرناندو أورتيز - ايدغار كاستيو - اوسمار ماريس | - خوان بابلو سانتياغو - جوني غارسيا - خورخي باريرا - خوان بابلو رودريغيز - فرناندو أرسي - فرنسيسكو خافيير توريس | - والتر خيمينيز - دانيال لودونيا - كريستيان بينيتيز - فيسنت ماتياس فوسو - أوريبي بيرالتا - أغوستين هيريرا |

### 2012
فاز سانتوس لاغونا بالبطولة للمرة الرابعة في تاريخه بعدما أقصى نادي تيجريس في نصف النهائي بهدفين في الدقائق الأخيرة من المباراة ثمّ هزم مونتيري في النهائي بثلاثة أهداف مقابل اثنين في مجموع المبارتين.
الفرقة
| - أوزفالدو سانشيز - خورخي إيفان إسترادا - فيليبي بالوي - آرون غاليندو - اوسمار ماريس | - مارك كروساس - رودولفو ساليناس - داروين كينتيرو - كريستيان بينيتيز - خوان بابلو رودريغيز | - أوريبي بيرالتا - سيزار إيبانيز - رافاييل فيغيروا - كانديدو راميريز - هيركوليز غوميز |

## الرعاة
| السنة        | منتج/ة القميص  | الراعي          |
| ------------ | -------------- | --------------- |
| 1988 – 89    | شركة أديداس    | كوكا كولا       |
| 1998 – 90    | بيبين          | مارتي           |
| 1990 – 1991  | بيبين          |                 |
| 1991 – 1992  | توبر           | كيسوس لا ريزينا |
| 1992 – 1994  | بوني           | كوكا كولا       |
| 1994 – 1996  | آي بي آي سبورت | جعّة كورونا      |
| 1996 – 20    | كورونا سبورت   | جعّة كورونا      |
| 2000 – 02    | كورونا سبورت   | سوريانا         |
| 2002 – 10    | أتليتيكا       | سوريانا         |
| 2011 – 2018  | بوما           | سوريانا         |
| 2018 – حاليًا | تشارلي         | سوريانا         |

لطالما ارتدى لاعبو نادي سانتوس لاغونا قميصًا ملونًا باللونِ الأخضر مع خطوط بيضاء أو سوداء. نشأ زيُّ نادي سانتوس بعد الاستحواذ على نادي أنجيليس دي بويبلا وبعد توقيعِ الفريق لعقدِ رعايةٍ معَ معهد الضمان الاجتماعي المكسيكي خلال موسم 1983–84. كان أول زيٍّ لعب به النادي المكسيكي زيٌّ أبيضٌ بالكامل مع أكمامٍ خضراء وشريط أخضر رأسي وسروال قصير وجوارب خضراء كذلك وقد اعتُبر هذا الزي هو زيّ الفريق الرسمي في المباريات التي يخوضها على أرضيّة ملعبه، بينما تكوّن الزي الخارجي – وهو الزيّ الذي يرتديه الفريق في المباريات خارج ميدانه – من اللون الأبيض الكامل كنوعٍ من التكريم لنادي توريون. تبنَّى الفريق عام 1986 زيًا منزليًا من خطوط أفقية باللونين الأخضر والأبيض وسراويل قصيرة خضراء وجوارب بيضاء ثمّ وقّع النادي بحلول عام 2000 اتفاقية رعايةٍ مع سوريانا التي زوّدته بالزيّ الرسمي باللونين الأبيض والأخضر.
القميص
| 1983–84 | 1996–97 | 2000–01 | 2007–08 | 2008–09 | 2009–10 |

| 2010 | 2011 | 2012 | 2013 | 2013 | 2014 |

## الملعب

### ملعب كورونا

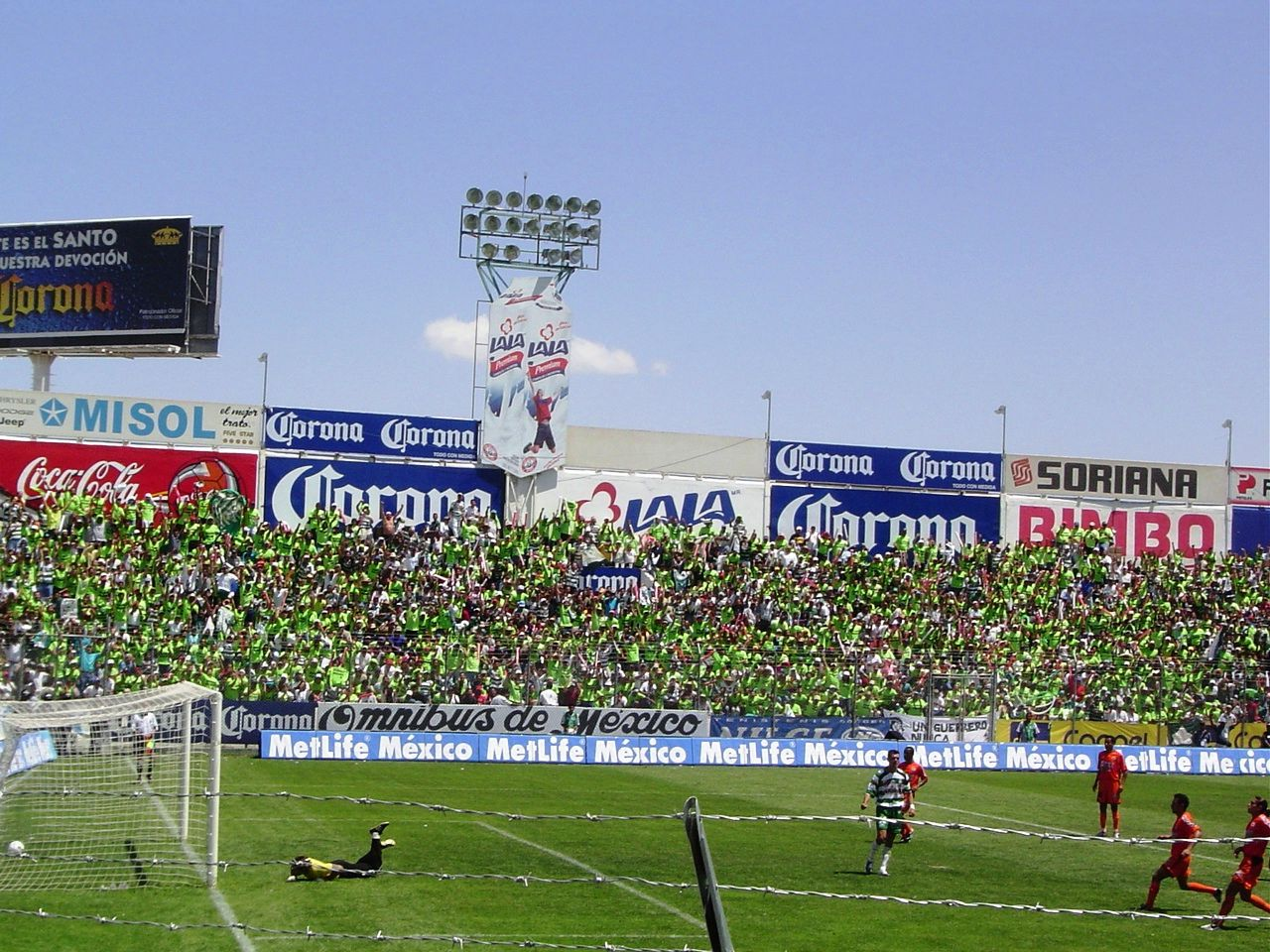
ملعب كورونا القديم (1970 – 2009)

يُعتبر ملعب كورونا الذي يقعُ في توريون بكواويلا أحد أصغر ملاعب كرة القدم في المكسيك بسعة 20,100 متفرّج. افتُتِح الملعب – المعروفِ أيضًا باسمِ ملعب مونتيزوما – في الثاني من تمّوز/يوليو 1970 حيثُ استضافَ أول مباراةٍ وديةٍ بين نادي توريون وجوادالاخارا. ظلَّ الملعب مُشيّدًا في مكانه إلى هُدم في الثاني من تشرين الثاني/نوفمبر 2009 بعد حوالي أربع عقود من بنائه.

### ملعب نيو كورونا
يلعبُ نادي سانتوس لاجونا في الوقتِ الحالي في ملعب نيو كورونا أو ملعب كورونا الجديد والذي كلَّف الفريق حوالي 100 مليون دولار في بنائه حيثُ يسع لحوالي 30,050 متفرج. بدأت أعمال بناء الملعب في الثاني والعشرين من شباط/فبراير 2008 وانتهت رسميًا في الحادي عشر من تشرين الثاني/نوفمبر 2009 حينما استضافَ الملعب مباراة ودية بين سانتوس لاجونا ونادي سانتوس (انتهت المباراة لصالحِ المُضِيف بهدفين مقابل واحد) الذي ينشطُ في دوري الدرجة الأولى البرازيلي بحضور عددٍ من الشخصيّات بما في ذلك الرئيس المكسيكي فيليبي كالديرون وأسطورة كرة القدم البرازيلية بيليه.

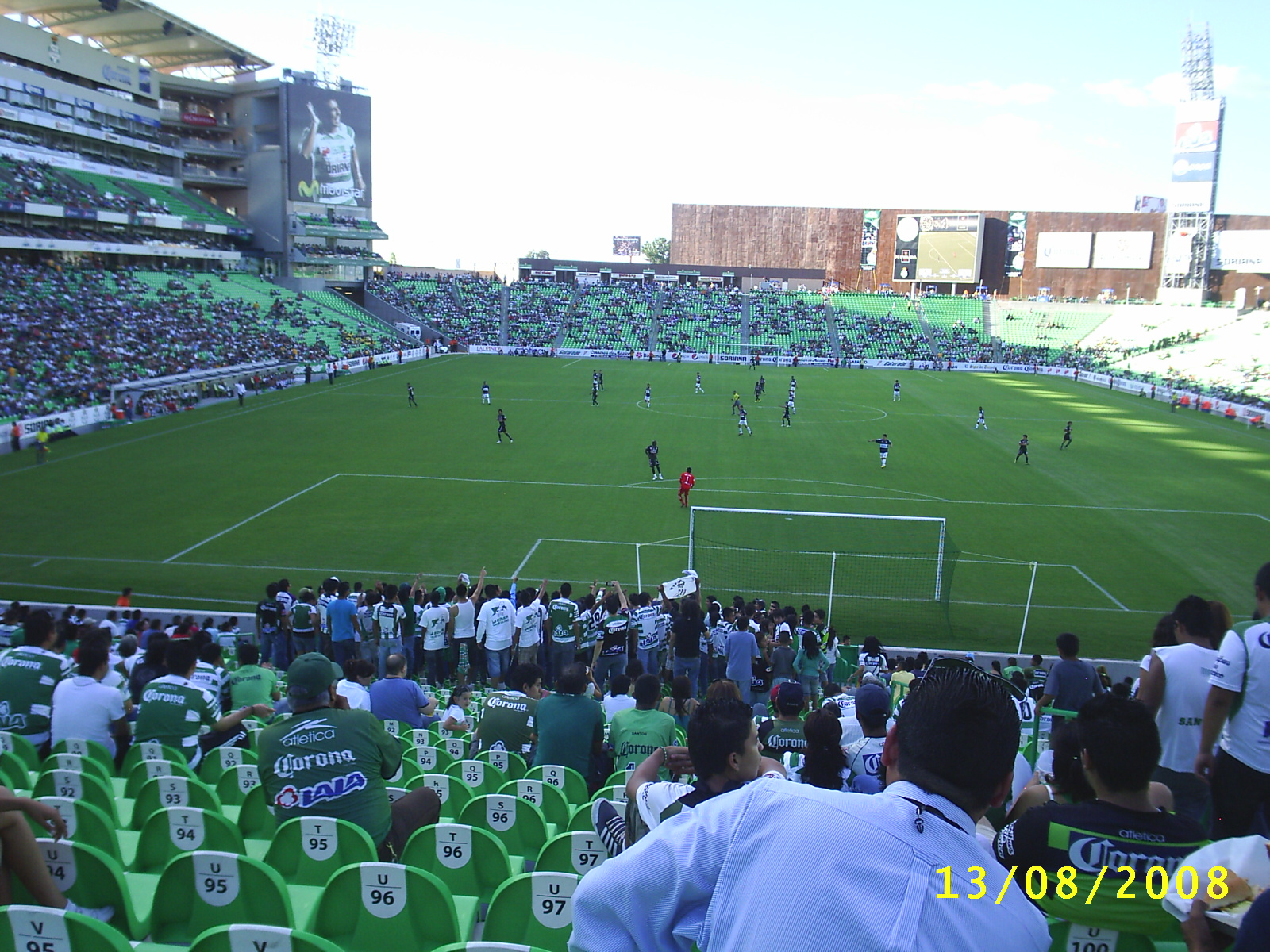
ملعب كورونا الجديد (2009 – حاليًا)

## الرموز

### الشعار

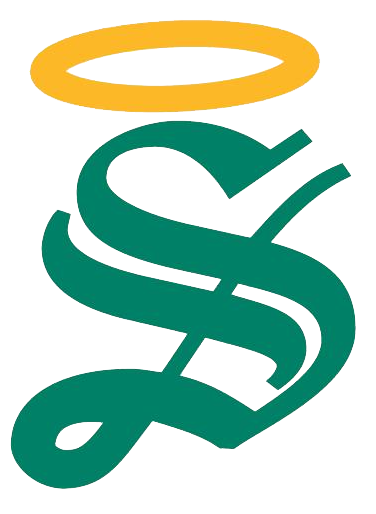
شعار النادي

يتكوّن قميص نادي سانتوس لاغونا من اللونين الأخضر والأبيض. كان شعارُ النادي حين تأسيسهِ عام 1983 أبيضًا مع خطوطٍ وحروفٍ خضراء وذلك على غرار شعار سانتوس إف سي الذي تميّز باللونينِ الأبيض والأسود. غيّرت جروبو موديلو حينما اشترت النادي عام 1991 من شكلِ الشعار فجعلتهُ مشابهًا للذي هو عليه اليوم. أُضيف للشعار عام 1996 نجمةٌ وذلك بعد فوز الفريق بأول بطولةٍ له في تاريخه ثمّ أُضيفت نجمة ثانيّة بعد تتويج الفريق باللقب للمرة للثانيّة في تاريخه عام 2001 لكنّ الأخيرة حُوّلت من نجمةٍ واضحةٍ إلى نجمةٍ ذاتِ إلى ظل غامقٍ من اللون الأخضر مع خطوط سوداء، وتقرر اعتبارًا من 2012 وضع النجوم خارج الشعار. استخدم النادي عام 2018 شعارًا مميّزًا كُتب عليه الرقم «35» في إشارةٍ للذكرى السنوية الخامسة والثلاثين منذُ تأسيس النادي. أُضيفت نجمةٌ سادسةٌ على الشعار بعد فوز الفريق ببطولة الدوري موسم 2017–18.

### الأغاني
عندما كان النادي في خطر الهبوط إلى الدرجة الثانية عام 1991، تبنى سانتوس لاغونا أغنيته الأولى حان وقتُ الفوز (بالإسبانية: Es hora de ganar)‏ للمغنّي ريكاردو سيرنا، ثمّ ظهرت في نيسان/أبريل 1994 أغنية سانتوس كامبيون (بالإسبانية: Santos Campeon)‏ والتي قد تُترجم حرفيًا إلى سانتوس البطل. بعد ذلك بعامين، كُلِّفَ الملحن التشيلي مارتن إيباريش ويلت لاباركا بكتابة أغنيةٍ جديدةٍ للنادي حملت هذه المرة اسم قلبٌ أخضر وأبيض (بالإسبانية: Verdiblanco el corazon)‏، ثمّ ظهرت في العام 1997 أغنية ترنيمةٌ للجماهير (بالإنجليزية: Hymn to the Fans)‏، قبل أن يُقدّم النادي في أيّار/مايو 2001 أغنية فينسيريموس (بالإسبانية: Venceremos)‏.

## الشراكات

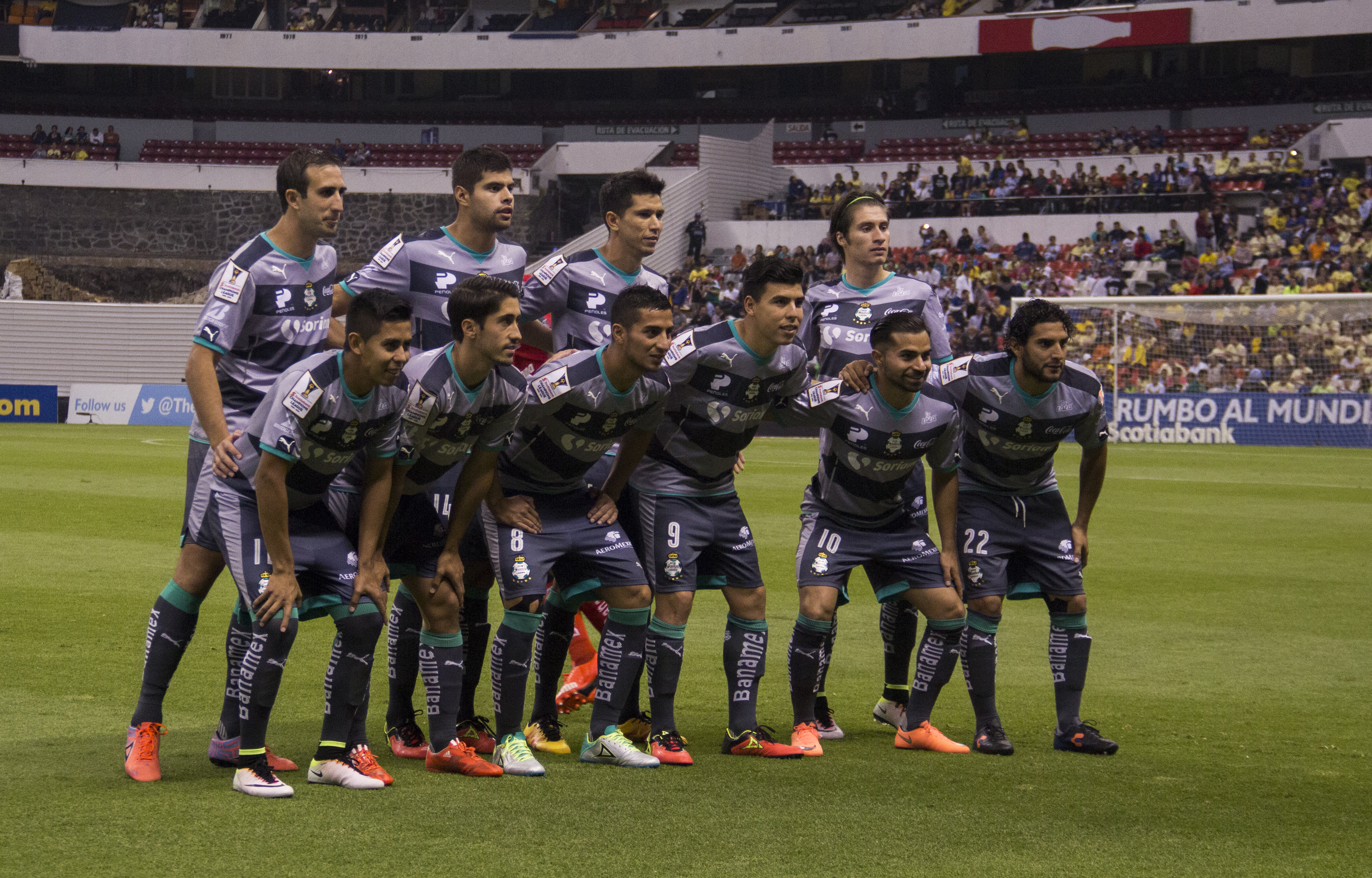
لاعبو نادي سانتوس لاغونا في إياب نصف نهائي دوري أبطال الكونكاكاف ضد نادي أمريكا عام 2016.

عقد نادي سانتوس لاغونا في التاسع من كانون الأول/ديسمبر 2010 شراكة مع بطل اسكتلندا سلتيك الذي يرتدي هو الآخر أطقمًا باللونين الأخضر والأبيض. يُذكّر الناديين بعضهما البعض من فترةٍ لأخرى عبر منشوراتٍ وتغريداتٍ في منصّات التواصل الاجتماعي وخاصّة فيسبوك وتويتر. عقد النادي المكسيكي في العاشر من كانون الثاني/يناير 2013 شراكة جديدة مع نادي أتلتيكو ناسيونال الذي يرتدي هو الآخر طقمًا باللونين الأخضر والأبيض.

## المنافسة
يُعتبر نادي مونتيري أحد أبرز منافسي نادي سانتوس لاغونا وسبق أن لعبَ الفريقانِ عدّة مبارياتٍ في الدوري المكسيكي الممتاز كما تقابل الاثنان في مباراةٍ نهائيّةٍ لحسابِ دوري الدرجة الأولى المكسيكي فضلًا عن مقابلتهما في نهائي دوري أبطال الكونكاكاف في مرتين. يُواجه سانتوس لاغونا مواجهة أخرى ولو بشكلٍ أقلٍ من نادي تايجرز أونال الذي سبق وأن أطاح بسانتوس من المباريات الإقصائيّة للدوري والعكس صحيح.

## الألقاب
| نوع اللقب   | المنافسة                | عدد الألقاب | الموسم                             |
| ----------- | ----------------------- | ----------- | ---------------------------------- |
| ألقابٌ محليّة | الدوري المكسيكي الممتاز | 6           | 1996، 2001، 2008، 2012، 2015، 2018 |
| ألقابٌ محليّة | كأس المكسيك             | 1           | 2014                               |
| ألقابٌ محليّة | بطل الأبطال             | 1           | 2015                               |

## المواسم
هذه قائمةٌ تُلخّص مواسم نادي سانتوس لاغونا منذُ تأسيسهِ حتى عام 2020، ويُلاحظ تكرار إحصائيات بعض المواسم بسبب تداخل البطولة حينها.
| #  | الموسم     | ل    | ف   | ت   | خ   | له   | عليه | الفرق | عدد النقاط | المركز | الوضعيّة     |
| -- | ---------- | ---- | --- | --- | --- | ---- | ---- | ----- | ---------- | ------ | ----------- |
| 1  | 1988–89    | 38   | 6   | 15  | 17  | 25   | 56   | −31   | 33         | 19     | لم يتأهل    |
| 2  | 1989 – 90  | 38   | 11  | 12  | 15  | 38   | 49   | −11   | 45         | 15     | لم يتأهل    |
| 3  | 1990 – 91  | 38   | 6   | 14  | 18  | 35   | 53   | −18   | 32         | 19     | لم يتأهل    |
| 4  | 1991 – 92  | 38   | 12  | 10  | 16  | 42   | 51   | −9    | 46         | 16     | لم يتأهل    |
| 5  | 1992 – 93  | 38   | 7   | 15  | 16  | 35   | 61   | −26   | 36         | 17     | لم يتأهل    |
| 6  | 1993 – 94  | 38   | 16  | 13  | 9   | 58   | 56   | 2     | 61         | 4      | الوصيف      |
| 7  | 1994 – 95  | 36   | 13  | 9   | 14  | 62   | 62   | 0     | 48         | 8      | ربع النهائي |
| 8  | 1995 – 96  | 34   | 8   | 11  | 15  | 39   | 43   | −4    | 35         | 15     | لم يتأهل    |
| 9  | 1996       | 17   | 10  | 4   | 3   | 21   | 15   | 6     | 34         | 2      | البطل       |
| 10 | 1997       | 17   | 8   | 2   | 7   | 27   | 28   | −1    | 26         | 7      | ربع النهائي |
| 11 | 1997       | 17   | 3   | 7   | 7   | 22   | 31   | −9    | 16         | 18     | لم يتأهل    |
| 12 | 1998       | 17   | 8   | 2   | 7   | 24   | 22   | 2     | 26         | 7      | ربع النهائي |
| 13 | 1998       | 17   | 4   | 5   | 8   | 22   | 33   | −11   | 17         | 14     | لم يتأهل    |
| 14 | 1999       | 17   | 9   | 2   | 6   | 33   | 29   | 4     | 29         | 5      | نصف النهائي |
| 15 | 1999       | 17   | 5   | 5   | 7   | 27   | 35   | −8    | 20         | 14     | لم يتأهل    |
| 16 | 2000       | 17   | 8   | 7   | 2   | 31   | 22   | 9     | 31         | 2      | الوصيف      |
| 17 | 2000       | 17   | 7   | 5   | 5   | 32   | 29   | 3     | 26         | 6      | نصف النهائي |
| 18 | 2001       | 17   | 8   | 4   | 5   | 35   | 27   | 8     | 28         | 2      | البطل       |
| 19 | 2001       | 18   | 7   | 3   | 8   | 36   | 34   | 2     | 24         | 8      | ربع النهائي |
| 20 | 2002       | 18   | 9   | 4   | 5   | 42   | 31   | 11    | 31         | 4      | نصف النهائي |
| 21 | 2002       | 19   | 7   | 5   | 7   | 30   | 28   | 2     | 26         | 8      | نصف النهائي |
| 22 | 2003       | 19   | 9   | 3   | 7   | 30   | 24   | 6     | 30         | 9      | لم يتأهل    |
| 23 | 2003       | 19   | 8   | 7   | 4   | 41   | 29   | 12    | 31         | 4      | ربع النهائي |
| 24 | 2004       | 19   | 6   | 3   | 10  | 31   | 30   | 1     | 21         | 14     | لم يتأهل    |
| 25 | 2004       | 17   | 5   | 3   | 9   | 22   | 22   | 0     | 18         | 14     | لم يتأهل    |
| 26 | 2005       | 17   | 9   | 1   | 7   | 31   | 31   | 0     | 28         | 6      | ربع النهائي |
| 27 | 2005       | 17   | 5   | 5   | 7   | 31   | 31   | 0     | 20         | 11     | لم يتأهل    |
| 28 | 2006       | 17   | 3   | 9   | 5   | 20   | 25   | −5    | 18         | 17     | لم يتأهل    |
| 29 | 2006       | 17   | 1   | 8   | 8   | 19   | 31   | −12   | 11         | 18     | لم يتأهل    |
| 30 | 2007       | 17   | 6   | 4   | 7   | 21   | 20   | 1     | 22         | 9      | ربع النهائي |
| 31 | 2007       | 17   | 11  | 5   | 1   | 40   | 22   | 18    | 38         | 1      | نصف النهائي |
| 32 | 2008       | 17   | 8   | 7   | 2   | 36   | 19   | 17    | 31         | 2      | البطل       |
| 33 | 2008       | 17   | 5   | 7   | 5   | 22   | 20   | 2     | 22         | 10     | نصف النهائي |
| 34 | 2009       | 17   | 5   | 7   | 5   | 25   | 20   | 5     | 22         | 9      | لم يتأهل    |
| 35 | 2009 – 10  | 17   | 7   | 6   | 4   | 29   | 24   | 5     | 27         | 6      | ربع النهائي |
| 36 | 2009 – 10  | 17   | 8   | 4   | 5   | 27   | 25   | 2     | 28         | 5      | الوصيف      |
| 37 | 2010 – 11  | 17   | 9   | 3   | 5   | 28   | 19   | 9     | 30         | 3      | الوصيف      |
| 38 | 2010 – 11  | 17   | 7   | 2   | 8   | 23   | 23   | 0     | 23         | 9      | لم يتأهل    |
| 39 | 2011 – 12  | 17   | 8   | 3   | 6   | 29   | 25   | 4     | 27         | 4      | الوصيف      |
| 40 | 2011 – 12  | 17   | 11  | 3   | 3   | 33   | 18   | 15    | 36         | 1      | البطل       |
| 41 | 2012 – 13  | 17   | 6   | 5   | 6   | 22   | 26   | −4    | 23         | 9      | لم يتأهل    |
| 42 | 2012 – 13  | 17   | 8   | 5   | 4   | 20   | 13   | 7     | 29         | 6      | نصف النهائي |
| 43 | 2013 – 14  | 17   | 9   | 6   | 2   | 32   | 20   | 12    | 33         | 2      | نصف النهائي |
| 44 | 2013 – 14  | 17   | 6   | 7   | 4   | 33   | 29   | 4     | 25         | 4      | نصف النهائي |
| 45 | 2014 – 15  | 17   | 5   | 8   | 4   | 23   | 24   | −1    | 23         | 9      | لم يتأهل    |
| 46 | 2014 – 15  | 17   | 7   | 4   | 6   | 24   | 21   | 3     | 25         | 8      | البطل       |
| 47 | 2015 – 16  | 17   | 4   | 5   | 8   | 21   | 24   | −3    | 17         | 15     | لم يتأهل    |
| 48 | 2015 – 16  | 17   | 8   | 3   | 6   | 22   | 20   | 2     | 27         | 7      | ربع النهائي |
| 49 | 2016 – 17  | 17   | 4   | 4   | 9   | 19   | 30   | −11   | 16         | 16     | لم يتأهل    |
| 50 | [2016 – 17 | 17   | 5   | 11  | 1   | 25   | 20   | 5     | 26         | 5      | ربع النهائي |
| 51 | 2017 – 18  | 17   | 3   | 9   | 5   | 20   | 23   | −3    | 18         | 14     | لم يتأهل    |
| 52 | 2017 – 18  | 17   | 9   | 2   | 6   | 29   | 20   | 9     | 29         | 4      | البطل       |
| 53 | 2018 – 19  | 17   | 8   | 6   | 3   | 27   | 18   | 9     | 30         | 4      | ربع النهائي |
| 54 | 2018 – 19  | 17   | 6   | 4   | 7   | 21   | 23   | -2    | 22         | 11     | لم يتأهل    |
| 55 | 2019 – 20  | 18   | 11  | 4   | 3   | 40   | 25   | 15    | 37         | 1      | ربع النهائي |
| 56 | 2019 – 20  | 10   | 5   | 2   | 3   | 14   | 14   | 0     | 17         | 3      | جارية       |
|    | المجموع    | 1118 | 407 | 329 | 382 | 1646 | 1603 | 43    | 1550       |        | 46.21%      |

آخر تحديث: 15 آذار/مارس 2020.

مصدر: إحصائيات الدوري المكسيكي الممتاز

## إحصائيات
هذه قائمةٌ بمدربي نادي سانتوس لاغونا منذ تأسيسِ الفريق عام 1988:
| التاريخ                        | الاسم                                                                        | التاريخ                         | الاسم                   |
| ------------------------------ | ---------------------------------------------------------------------------- | ------------------------------- | ----------------------- |
| 1988 – 89                      | كارلوس أورتيز                                                                | 1989 – 90                       | روبين ماتورانو          |
| 1 يوليو 1990 – 30 يونيو 1991   | [[ملف:\|23x15px\|border \|alt=هندوراس\|link=هندوراس]] خوسيه دي لا باز هيريرا | 1991                            | خوسيه لويس استرادا      |
| 1991 – 1992                    | روبين ماتورانو                                                               | 1992                            | اجناسيو يوريغي          |
| 1992                           | بيدرو ديلاتشا                                                                | 1992 – 1993                     | روبرتو ماتوساس          |
| 1993 – 1994                    | بيدرو جارسيا                                                                 | 1994 – 1995                     | ميغيل أنخيل لوبيز       |
| 1995-96                        | باتريسيو هيرنانديز                                                           | 1996                            | خوسيه فانتولرا          |
| 1996-98                        | ألفريدو تينا                                                                 | 1998                            | ميغيل أنخيل لوبيز       |
| 1 يناير 1999 – 4 أكتوبر 1999   | خوان دي ديوس كاستيلو                                                         | 8 أكتوبر 1999 – 31 ديسمبر 2001  | فرناندو كويرارتي        |
| 1 يوليو 2002 – 13 سبتمبر 2002  | سيرجيو بوينو                                                                 | 14 سبتمبر 2002 – 31 ديسمبر 2003 | لويس فرناندو تينا       |
| 1 يناير 2004 – 31 أكتوبر 2005  | إدواردو دي لا توري                                                           | 3 نوفمبر 2005 – 31 ديسمبر 2005  | خورخي فانتولرا          |
| 1 يناير 2006 – 28 فبراير 2006  | بنجامين غاليندو                                                              | 5 مارس 2006 – 1 سبتمبر 2006     | ويلسون جرانيولاتي       |
| 12 سبتمبر 2006 – 24 مارس 2009  | دانيال جوزمان                                                                | 26 مارس 2009-31 ديسمبر 2009     | سيرجيو بوينو            |
| 1 يناير 2010 – 20 فبراير 2011  | روبين عمر رومانو                                                             | 21 فبراير 2011 – 3 سبتمبر 2011  | دييغو كوكا              |
| 3 سبتمبر 2011 – 18 سبتمبر 2011 | إدواردو ريجيس                                                                | 19 سبتمبر 2011-17 نوفمبر 2012   | بنجامين غاليندو         |
| 1 يناير 2013 – 15 أغسطس 2015   | بيدرو كايشينها                                                               | 19 أغسطس 2015 – 22 نوفمبر 2015  | باكو أيستاران           |
| 1 يناير 2016 – 15 أغسطس 2016   | لويس زوبيلديا                                                                | 16 أغسطس 2016-18 سبتمبر 2017    | خوسيه مانويل دي لا توري |
| 18 سبتمبر 2017 – 8 أغسطس 2018  | روبرت سيبولدي                                                                | 8 أغسطس 2018 – 04 أبريل 2019    | سلفادور رييس            |
| 16 أبريل 2019 – حاليًا          | غييرمو ألمادا                                                                |                                 |                         |

هذه قائمتينِ بأكثر اللاعبين مشاركة مع النادي المكسيكي، بينما تضمُّ القائمة الثانيّة هدافي الفريق مع عدد الأهداف التي سجّلها كلُّ لاعبٍ على حدا:
| الترتيب | اللاعب               | عدد المشاركات |
| ------- | -------------------- | ------------- |
| 1       | خوران بابلو رودريغيز | 343           |
| 2       | أوسوالدو سانشيز      | 340           |
| 3       | رودريغو رويز         | 328           |
| 4       | جاريد بورغيتي        | 319           |
| 5       | رافاييل فيغوريا      | 288           |
| 6       | إيفان إسترادا        | 284           |
| 7       | داروين كوينترو       | 277           |
| 8       | كارلوس كارينو        | 273           |
| 9       | أوريبي بيرالتا       | 266           |
| 10      | هيكتور ألتاميرانو    | 258           |

| الترتيب | اللاعب                                                                 | عدد الأهداف |
| ------- | ---------------------------------------------------------------------- | ----------- |
| 1       | جاريد بروغيتي                                                          | 205         |
| 2       | ماتياس فوسو                                                            | 107         |
| 3       | أوريبي بيرالتا                                                         | 97          |
| 4       | داروين كوينتيرو                                                        | 84          |
| 5       | دانييل لودونيا                                                         | 72          |
| 6       | رودريغو رويز                                                           | 65          |
| 7       | كريستيان بينيتيز                                                       | 58          |
| 8       | جوليو فيرش                                                             | 54          |
| 9       | دجانيني                                                                | 53          |
| 10      | [[ملف:\|23x15px\|border \|alt=هندوراس\|link=هندوراس]] خوان خوان فلوريس | 46          |